# Prins Alexander av Imeretien (1674–1711)

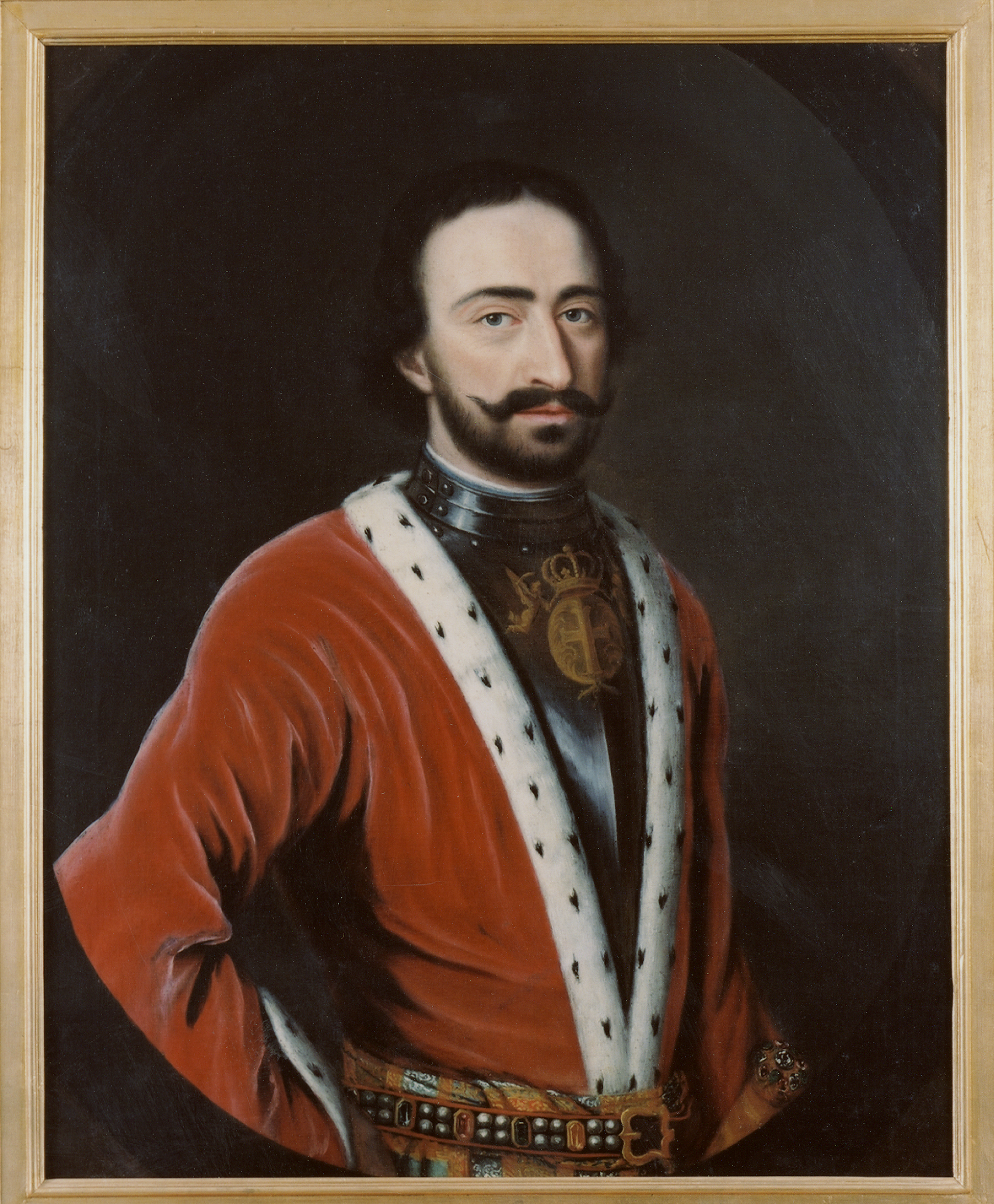
Prins Alexander av Imeretien. Målning av Martin Mijtens den äldre, Statens porträttsamling, Gripsholms slott.

Prins Alexander av Imeretien (georgiska: ალექსანდრე, Alek'sandre), även känd som tsarevitj Aleksandr Artjilovitj Imeretinskij (ryska: Александр Арчилович Имеретинский), Alexander Artjilovitj Bagration och Alexander Bagrationi, född 1674 i Tbilisi, död 20 februari 1711 i Piteå, var en georgisk prins (batonisjvili) av kungariket Imeretien. Han var utvandrad till Tsarryssland och tjänstgjorde som förste artillerigeneral, den näst högsta militära graden under tsar Peter den store. Under stora nordiska kriget blev Alexander år 1700 krigsfånge i Narva och var därefter i svensk fångenskap – han fördes till Stockholm – i tio år. Han avled under återfärden till Ryssland.